# Bloedbad van Kafr Qasim

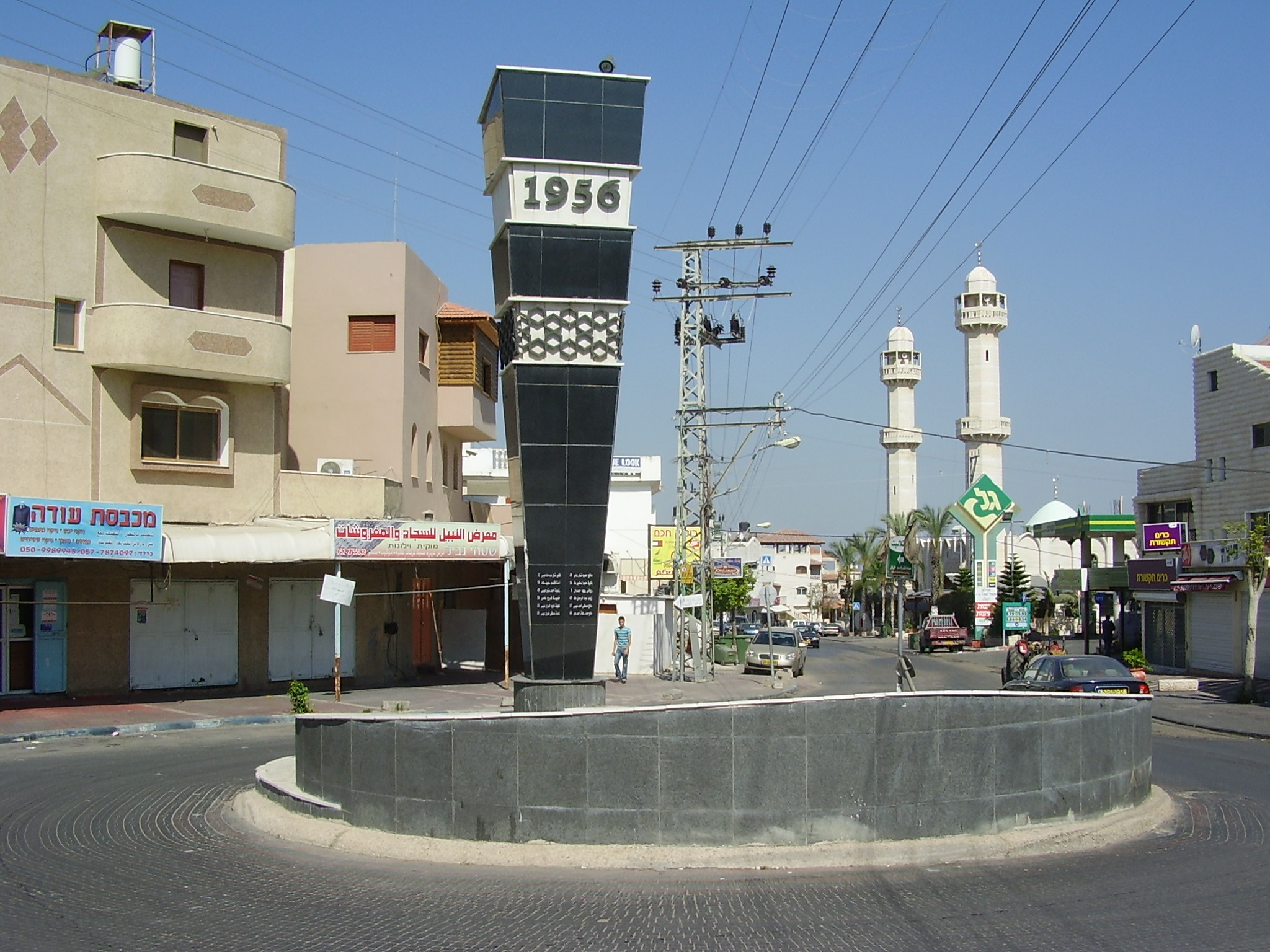
Monument in Kafr Qasim voor de slachtoffers van het bloedbad in 1956

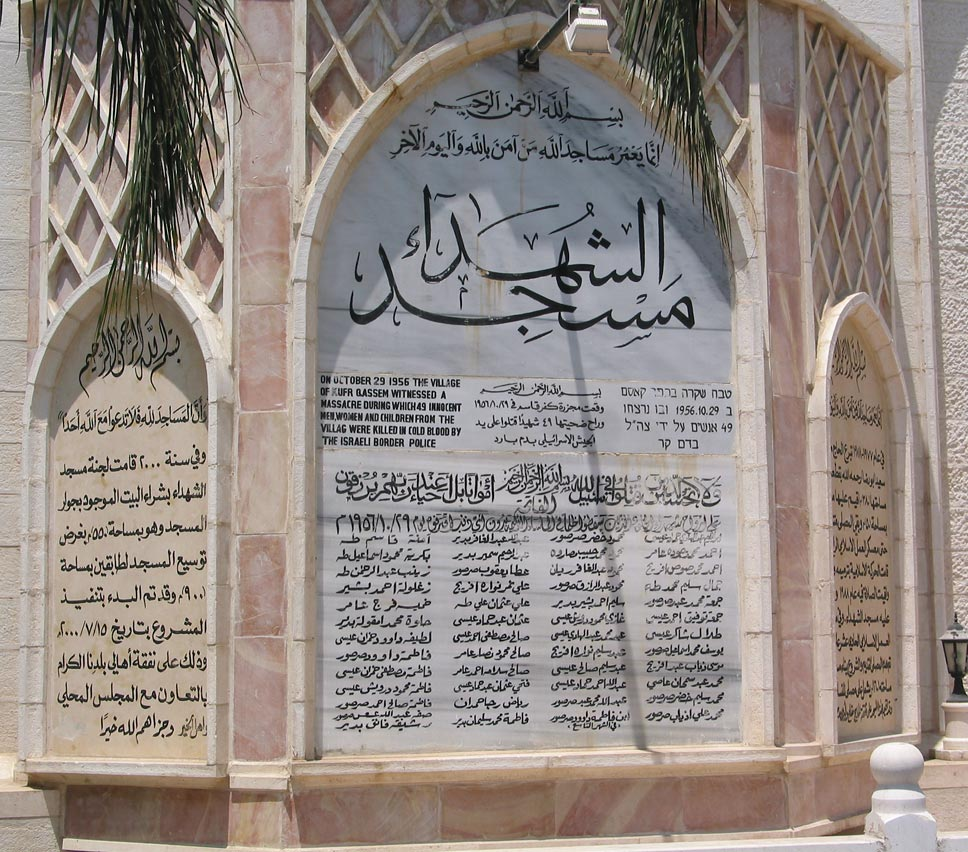
Gedenkplaat op de moskee van Kafr Qasim

Het bloedbad van Kafr Qasim vond plaats op 29 oktober 1956 in het Israëlische en Palestijns-Arabische dorpje Kafr Qasim, gelegen in Centraal Israël bij de zogenoemde Groene Lijn. Hier was destijds de grens tussen Israël en Jordanië. Daders waren leden van de Israëlische grenspolitie (Magav). Zij doodden Palestijnse boeren, vrouwen en kinderen die terugkwamen van het land en die niet wisten dat de avondklok rond of zelfs na het middaguur was vervroegd naar 17 uur. In totaal vonden 49 mensen de dood, waaronder een zwangere vrouw.
De betrokken grenswachten werden berecht en schuldig bevonden. Zij kregen gevangenisstraffen, maar genoten binnen een jaar gratie. De commandant van de eenheid moest een symbolische boete betalen van tien prutot (oude Israëlische cent). Het hof vond het bevel om burgers te doden 'duidelijk onwettig'.
In december 2007 bezocht Simon Peres, de toenmalige president van Israël, het dorp en bood bij die gelegenheid persoonlijk zijn excuses aan voor het bloedbad. President Reuven Rivlin nam – uitgenodigd door de burgemeester - in 2014 deel aan de jaarlijkse herdenking in het dorp. Hij noemde het gebeurde een 'brute moord', een 'verschrikkelijke misdaad' en 'een tragische gebeurtenis' als gevolg van een 'onwettig bevel'. Hij sprak met de burgemeester en nabestaanden. Deze waren hem dankbaar, maar wachten nog steeds op een officieel excuus van de kant van de Israëlische regering. In 2016, zestig jaar na dato, verwachtten de Palestijnen geen excuus meer maar gelijke rechten. President Herzog bood met gebogen hoofd excuses aan tijdens de herdenking in 2021. Daags ervoor had de Knesset een wetsvoorstel voor officiële erkenning afgewezen.

## Verloop
Sinds 1948 ligt de Palestijnse plaats Kafr Qasim in Israël, vlak bij de Groene Lijn en maakt deel uit van wat officieus de 'Driehoek' genoemd wordt, een driehoekig gebied dat door veel Palestijnen wordt bewoond gelegen iets ten noordoosten van Petach Tikva in Centraal Israël.
In 1956 waren de Palestijnen, die nog in Israël over gebleven waren, zo’n zes jaar staatsburger, maar zij stonden onder Israëlisch militair bestuur. Negenentwintig oktober, de dag van het bloedbad, was de eerste dag van de Suezcrisis. Het Israëlische defensieleger, waartoe de grenspolitie toen behoorde, was zeer waakzaam. De grens met Jordanië moest rustig gehouden worden. Daarom gold in alle Palestijnse grensdorpen versterkte bewaking door de grenspolitie en een vervroeging van de avondklok.
Issachar Shadmi, de politiecommandant van het centrale district, nam ergens in de middag eigenmachtig het besluit dat het begin van het gewone uitgaansverbod zou worden vervroegd naar 17 uur in de namiddag. De dorpelingen die op het land werkten konden daarvan niet op de hoogte worden gebracht. Toen een andere officier Shmual Malinki hem vroeg wat er gedaan moest worden in geval iemand het uitgaansverbod schond sprak hij een Arabische zegenwens voor een overledene uit (“A’’h” Yerachmu). Malinki begreep dat dit een order was om te schieten. Van de acht officieren zou slechts een, Gabriel Dahan, de order laten uitvoeren. Zijn eenheid bevond zich bij de ingang van het dorp.
Toen de dorpelingen terugkeerden in het dorp werden zij staande gehouden, moesten hun identiteitspapieren tonen en werden vervolgens neergeschoten. Bij negentien aanhoudingen schoten grenswachten 19 mannen, 6 vrouwen, 17 jongens en 6 meisjes dood. De gewonden werden zonder verzorging achtergelaten. In verband met de avondklok kon hulp pas geboden worden nadat deze was opgeheven. Ten slotte moest er een massagraf gegraven worden om al deze mensen te begraven. Daartoe haalde men Palestijnen uit het naburig dorp Jaljuliya.
De regering Ben-Gurion probeerde de zaak in eerste instantie geheim te houden. Na twee maanden van aandringen door journalisten werd dit opgeheven en kwam de ware toedracht naar buiten.
Elf grenswachten werden wegens moord voor de rechter gedaagd. Acht werden schuldig bevonden en tot gevangenisstraffen veroordeeld. (Malenki tot 17 jaar en Dahan tot 15 jaar). De rechtbank oordeelde dat de uitvoering van een zo duidelijk onwettig militair bevel geweigerd had moeten worden. Na de veroordeling volgden gratieverzoeken en een presidentiële strafomzetting. Hierdoor waren alle veroordeelden binnen een jaar weer op vrije voeten. Malinki en Dahan maakten in het leger later promotie. Shadmi kreeg een boete van 10 Israëlische centen vanwege het eigenmachtig wijzigen van de tijd van ingaan van een avondklok.
Verschillende bevelvoerders in andere dorpen in de 'Driehoek' hadden wel geweigerd de order op te volgen.

## Schuldvraag
Het drama van het bloedbad raakte bij het Israëlische publiek al snel in de vergetelheid. Op Israëlische scholen kwam het niet of nauwelijks aan de orde. In boeken over burgerschap wordt het – uit haar context genomen - genoemd als voorbeeld hoe niet te handelen bij illegale bevelen.
De gangbare duiding was en is: heel erg, maar de daders waren rotte appels en die heb je overal. Israël is een rechtsstaat, wat blijkt uit de uitspraak van de rechter. 
Een minderheid in Israël echter meent dat dit bloedbad gezien moet worden tegen de achtergrond van een staat die illegaal bezig was:
- vanwege haar deelname aan de Suez-crisis dwz. de Brits-Franse-Israëlische invasie van Egypte teneinde de nationalisatie van het Suezkanaal door Nasser ongedaan te maken;
- vanwege haar militair regime ten aanzien van haar Palestijnse burgers, waarbij geen respect voor hen werd getoond en hun geen bescherming werd geboden.[4][5]

## Onthullingen
In een interview, kort voor zijn dood in september 2018, gaf Shadmi toe dat de rechtszaak van 1958 een show was, opgezet om de militaire en politieke elites te beschermen - inclusief premier Ben-Gurion, opperbevelhebber Moshe Dayan, en GOC centraal commandant (en later opperbevelhebber) Tzvi Tzur – tegen het hebben van verantwoordelijkheid voor het bloedbad. De rechtszaak zou zijn opgezet om de internationale gemeenschap te misleiden om Israëls streven naar recht zichtbaar te maken. 
De Israëlische historicus Adam Raz denkt dat het bloedbad deel uitmaakte van een geheim plan, 'Operation Hafarperet (Mole)', om Palestijnen uit het gebied te verdrijven. De meeste documentatie daarover bevindt zich als staatsgeheim in de archieven van het Israëlisch defensieleger, die hij wil proberen open te krijgen.  50 jaar na dato wacht Kafr Qasim nog steeds op een antwoord.

## Nagedachtenis
Elk jaar houdt het dorp een herdenking, bezocht door vele Palestijnen. In Kafr Qasim is een museum dat gewijd is aan deze tragedie.

## Geen erkenning, wel excuses in 2021
Een wetsvoorstel om het bloedbad officieel van staatswege te erkennen werd woensdag 27 oktober 2021 in de Knesset met 93 stemmen tegen en 12 voor weggestemd. Het was ingediend door de drie leden van Hadash. Het voorstel behelsde tevens een dag van nationale rouw.
In navolging van zijn voorganger Rivlin nam president Isaac Herzog deel aan de 65e officiële herdenking in het stadje en hij bood, in het Hebreeuws en het Arabisch, "met gebogen hoofd en pijn in zijn hart" zijn excuses aan aan de nabestaanden, aan alle aanwezigen en de inwoners van Kafr Qasim en vroeg hen om vergiffenis. Het is hoog tijd dat deze wond gesloten wordt. Hij verklaarde het voorstel te steunen van Palestijns-Arabisch minister van regionale samenwerking en inwoner Esawi Frej ( Meretz ) om de geschiedenis en het verhaal van het bloedbad en de erdoor geleerde lessen op scholen, in de jeugdbeweging en in het leger aan de orde te stellen.